# Sasko-výmarsko-eisenašské vévodství
Sasko-výmarsko-eisenašské vévodství (německy Herzogtum Sachsen-Weimar-Eisenach) neboli Saské velkovévodství v letech 1903–1918 (německy Großherzogtum Sachsen) se nacházelo v Durynsku v Německu, zprvu jako součást Rýnského spolku.
Bylo založeno sloučením v roce 1809 Sasko-výmarského a Sasko-eisenašského vévodství, která byla v personální unií od roku 1741, kdy vymřela rodová linie Sasko-Eisenach. Vévodství bylo v roce 1815 na vídeňském kongresu povýšeno na velkovévodství jako odměna za účast v protifrancouzské koalici od roku 1813.
Velkovévodství se roce 1866 přidalo na stranu Pruska v Prusko-rakouské válce. V roce 1877 oficiálně změnilo svůj název na Saské velkovévodství německy Großherzogtum Sachsen), ale tento název se používá jen zřídka.[zdroj?]
Velkovévodství zaniklo v roce 1918 s ostatními německými monarchiemi a stát byl roku 1920 začleněn do nové země Durynsko v roce 1920.
Plný velkovévodský titul byl velkovévoda sasko-výmarsko-eisenašský, lanktrabě durynský, markrabě míšeňský, okněžněný hrabě z Henneberku, pán na Blankenhainu, Neustadtu a Tautenburku.

## Představitelé vévodství

### Vévodové
- Karel Augustus, 1808–1815

### Velkovévodové
- Karel Augustus, 1815–1828
- Karel Fridrich, 1828–1853
- Karel Alexandr, 1853–1901
- Vilém Arnošt, 1901–1918

### Představitelé rodu po roce 1918
- Vilém Arnošt, 1918–1923, velkovévoda
- Karel Augustus, 1923–1988, dědičný velkovévoda
- Michael, 1988–dosud, princ